# Epipristis nelearia
Epipristis nelearia är en fjärilsart som beskrevs av Achille Guenée 1857. Epipristis nelearia ingår i släktet Epipristis och familjen mätare. Inga underarter finns listade i Catalogue of Life.